# Racta
Racta es un género de mariposas de la familia Hesperiidae.

## Descripción
Especie tipo por designación original Racta racta Evans, 1955.

## Diversidad
Existen 5 especies reconocidas en el género, todas ellas tienen distribución neotropical.